# Óriás lápi-bagolylepke
Az óriás lápi-bagolylepke (Eurois occulta)  a rovarok (Insecta) osztályának a lepkék (Lepidoptera) rendjéhez, ezen belül a bagolylepkefélék (Noctuidae) családjához tartozó faj.

## Elterjedése
Észak-és Közép-Európában, Kelet- , Közép-Ázsián keresztül a Csendes-óceánig elterjedt. Leírták Grönlandon, Izlandon és Észak-Amerikában,  délen Észak-Spanyolországban valamint a Balkán-félszigeten. Bokros lápok mentén, erdők szélén az Alpokban 2000 méterig. Németországban Vörös Listán  szereplő veszélyeztetett faj.

## Megjelenése
- lepke: szárnyfesztávolsága: 52–64 mm, így az egyik legnagyobb bagolylepke faj. Az első szárnyak kékes-szürke, barnás vagy szürkés-fekete foltokkal tarkítottak. Kereszt és hullámos vonalak díszítik. A hátsó szárnyak szürkésbarnák, feltűnő, fehér szegéllyel.
- hernyó:  a fiatal lárvák barna és sárga színűek, vöröses csíkokkal, a kifejlettek barnás alapszínűek több rombusz alakú, feketés-barna folttal.

## Életmódja
- nemzedék: egy nemzedéke van egy évben, júliustól szeptemberig rajzik.
- hernyók tápnövényei: a fekete áfonya (Vaccinium myrtillus), hanga (Calluna vulgaris) és a kökény (Prunus spinosa).

## Fordítás
- Ez a szócikk részben vagy egészben  a   Graue Heidelbeereule című német Wikipédia-szócikk fordításán alapul.  Az eredeti cikk szerkesztőit annak laptörténete sorolja fel. Ez a jelzés csupán a megfogalmazás eredetét és a szerzői jogokat jelzi, nem szolgál a cikkben szereplő információk forrásmegjelöléseként.